# جرج سکرش
جرج سِکِرِش (انگلیسی: George Szekeres; ۲۹ مهٔ ۱۹۱۱ – ۲۸ اوت ۲۰۰۵) ریاضی‌دان در زمینه ترکیبیات اهل مجارستان و استرالیا بود. او در بوداپست در خانواده‌ای یهودی متولد شد و در سال ۱۹۳۶ با اشتر سزکریز ازدواج شد. در جنگ جهانی دوم از نازی‌ها به شانگهای چین گریخت. در ۱۹۴۸ به دانشگاه آدلاید استرالیا پیوست و به عنوان ریاضی‌دانی شاخص شناخته شد. او با ریاضی‌دانان برجسته‌ای چون پال اردوش، پال توران، و رونالد گراهام همکاری کرده‌است.